# SSCV Hermod
Le SSCV Hermod (Semi-Submersible Crane Vessel) est un navire-grue semi-submersible exploité par Heerema Marine Contractors, une entreprise offshore néerlandaise. Il porte le nom de Hermod, un dieu fils d'Odin et frère de Baldr dans la mythologie nordique. Il naviguait sous pavillon du Panama.

## Historique

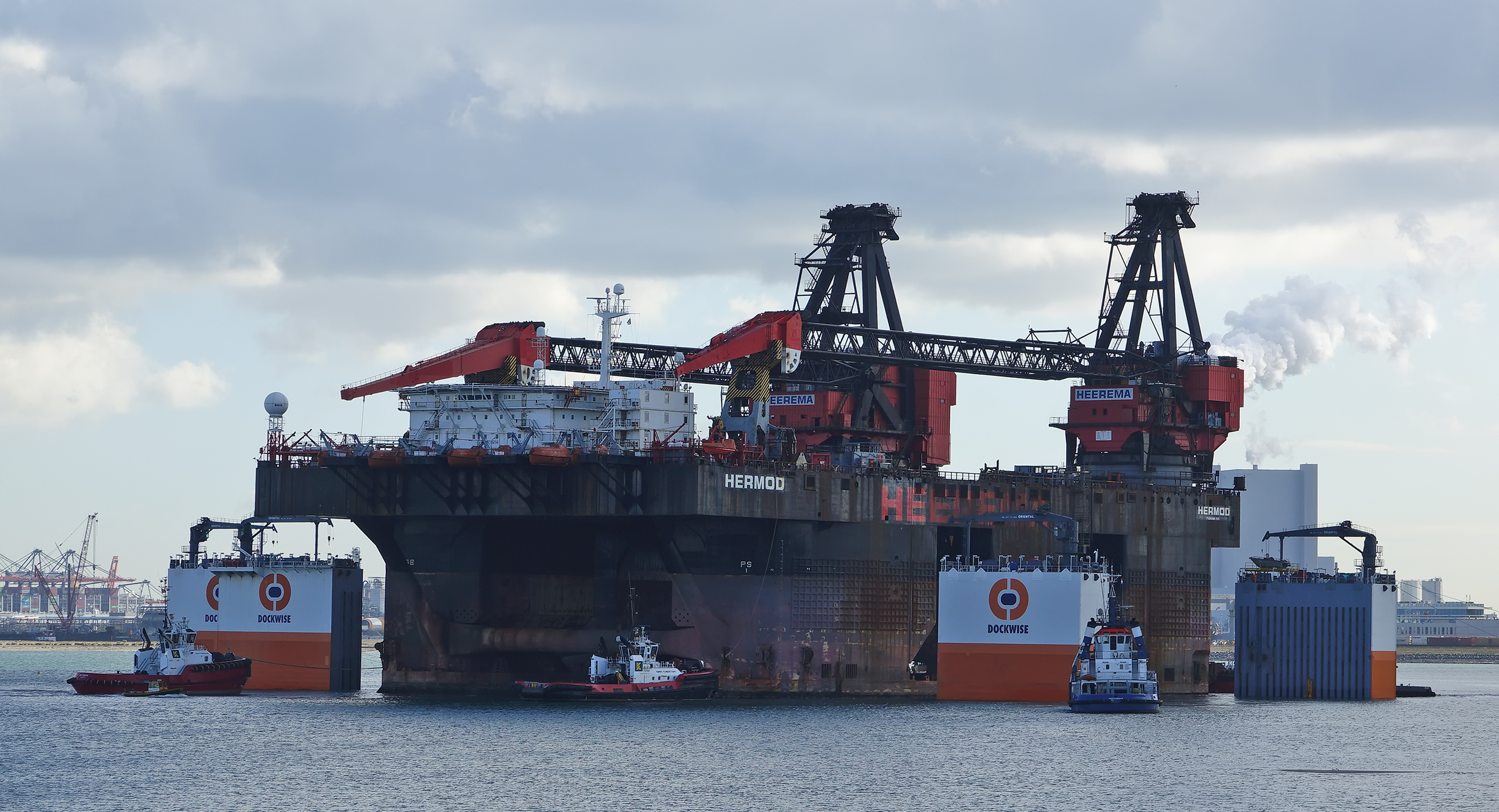
Hermod sur le Dockwise Vanguard

Le SSCV Hermod a été construit en 1979 en tant que navire semi-submersible par Mitsui Engineering & Shipbuilding Co., Ltd comme son navire jumeau, DCV Balder qui ont été les premiers navires-grues semi-submersibles au monde . Au début des années 1980, ces navires ont établi plusieurs records de portance tout en opérant dans la mer du Nord.
Hermod a pris sa retraite à la fin de 2017. Il a été chargé sur le Dockwise Vanguard et emmené dans le district de Dinghai, province du Zhejiang pour être mise au rebut au Zhoushan Changhong International Ship Recycling. 98% des matériaux du navire seront réutilisés.

## Conception
La coque se compose de deux flotteurs avec trois colonnes chacun. Le tirant d'eau de transit de 12 mètres est normalement lesté jusqu'à 25/28 mètres pour les opérations de levage, les ballasts (avec un tirant d'eau de 12 mètres) sont bien submergés, ce qui réduit l'effet des vagues et de la houle.
La propulsion était assurée par deux hélices à pas réglable et deux propulseurs à pas avant, rétractables et contrôlables. Le pont d'hélicoptère était capable de supporter un Sikorsky S-61. Jusqu'à 336 personnes pourraient être prises en charge dans les quartiers d'habitation climatisés.

## Grues
Le Hermod avait deux grues évaluées à 2 700 t et le côté bâbord à 1 800 t. En 1984, les capacités de levage ont été augmentées à 4 500 et 3 600 t. Le palan principal pouvait soulever 92 m au-dessus du pont de travail. Les palans auxiliaires pouvaient descendre jusqu'à une profondeur de 3 000 mètres sous le pont de travail. Un élévateur tandem utilisant les treuils principaux pouvait soulever 8 200 t dans un rayon de 39 m.

## Galerie

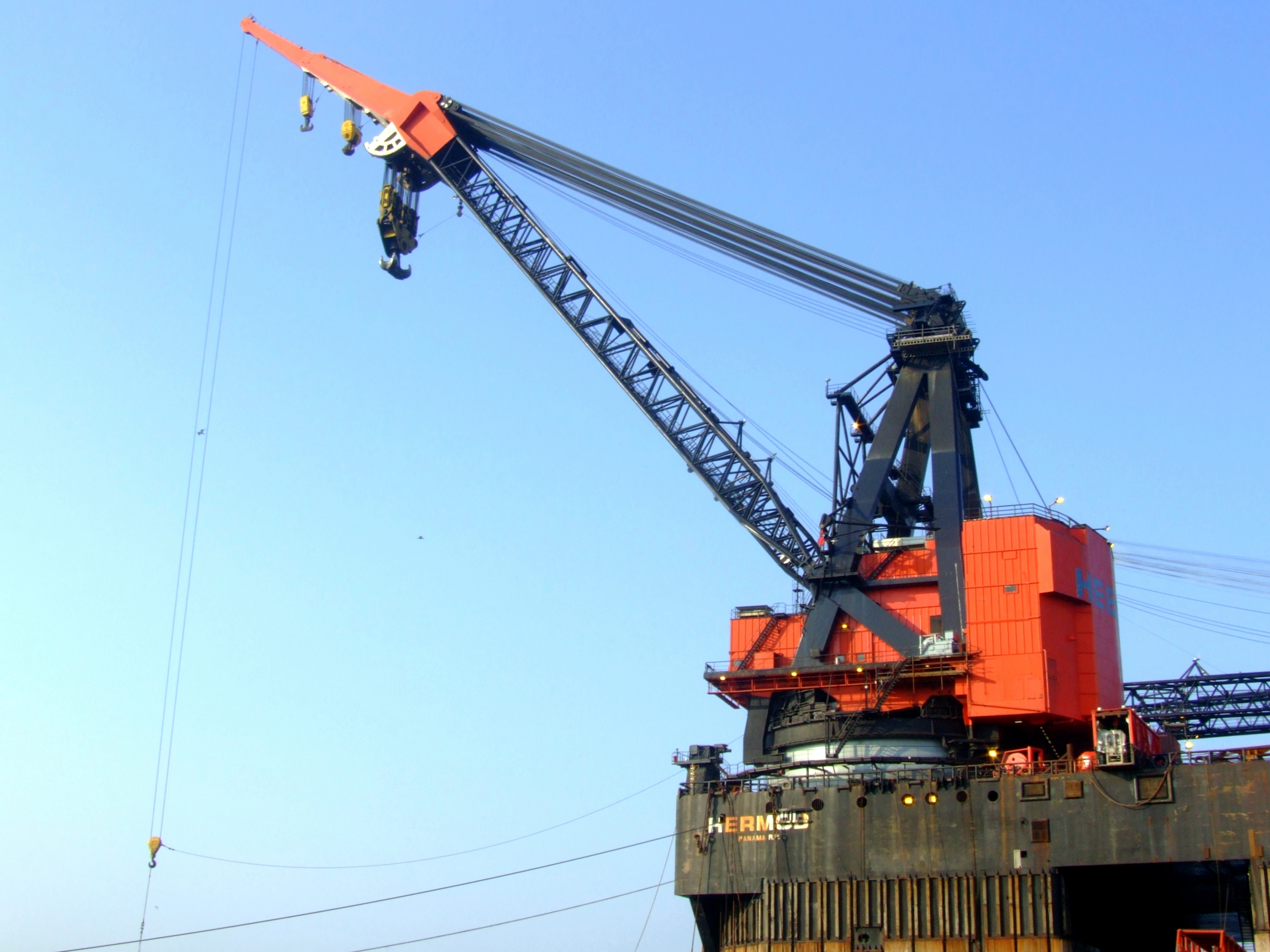
Une grue du Hermod en 2007
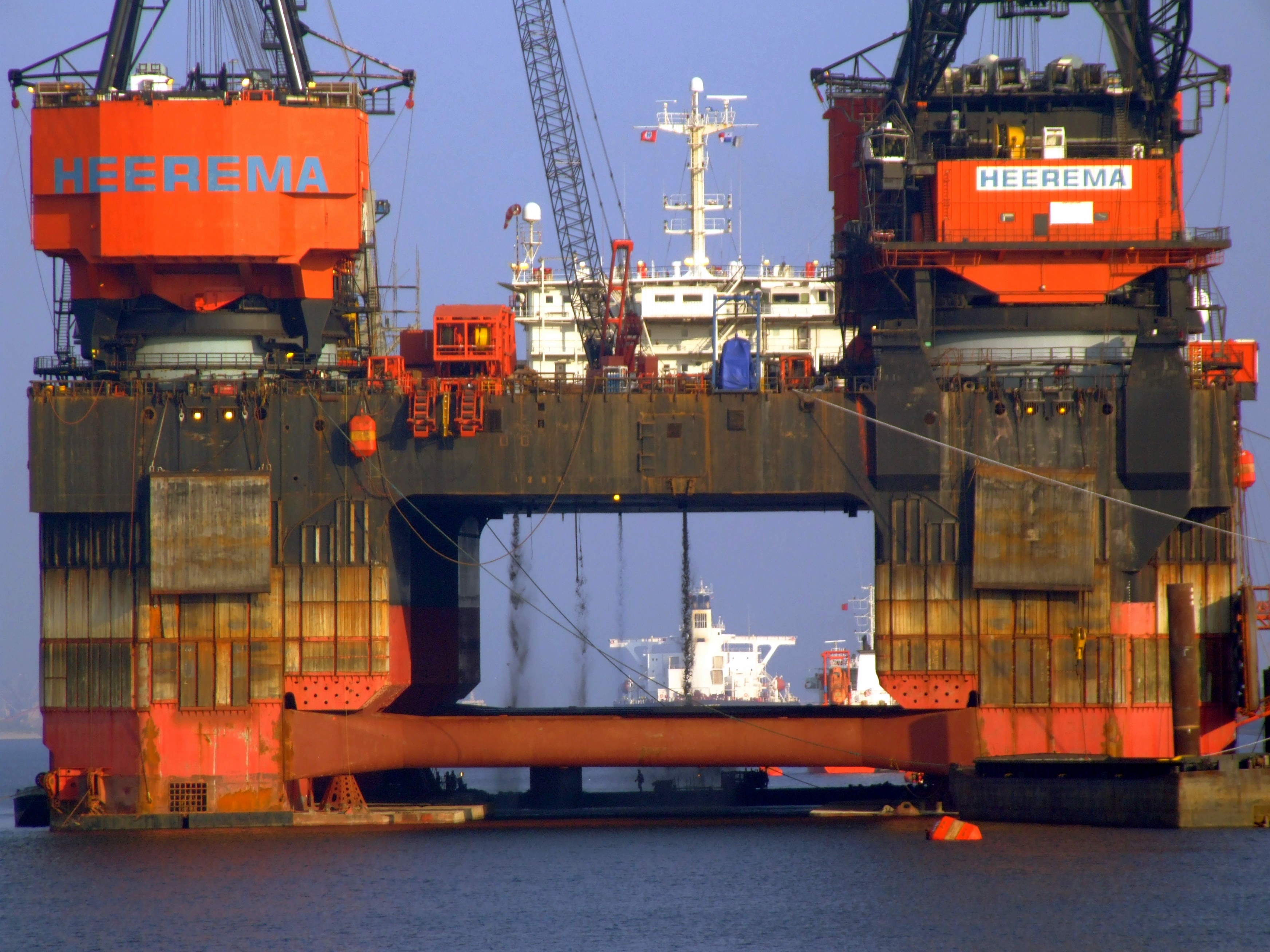
Vue arrière
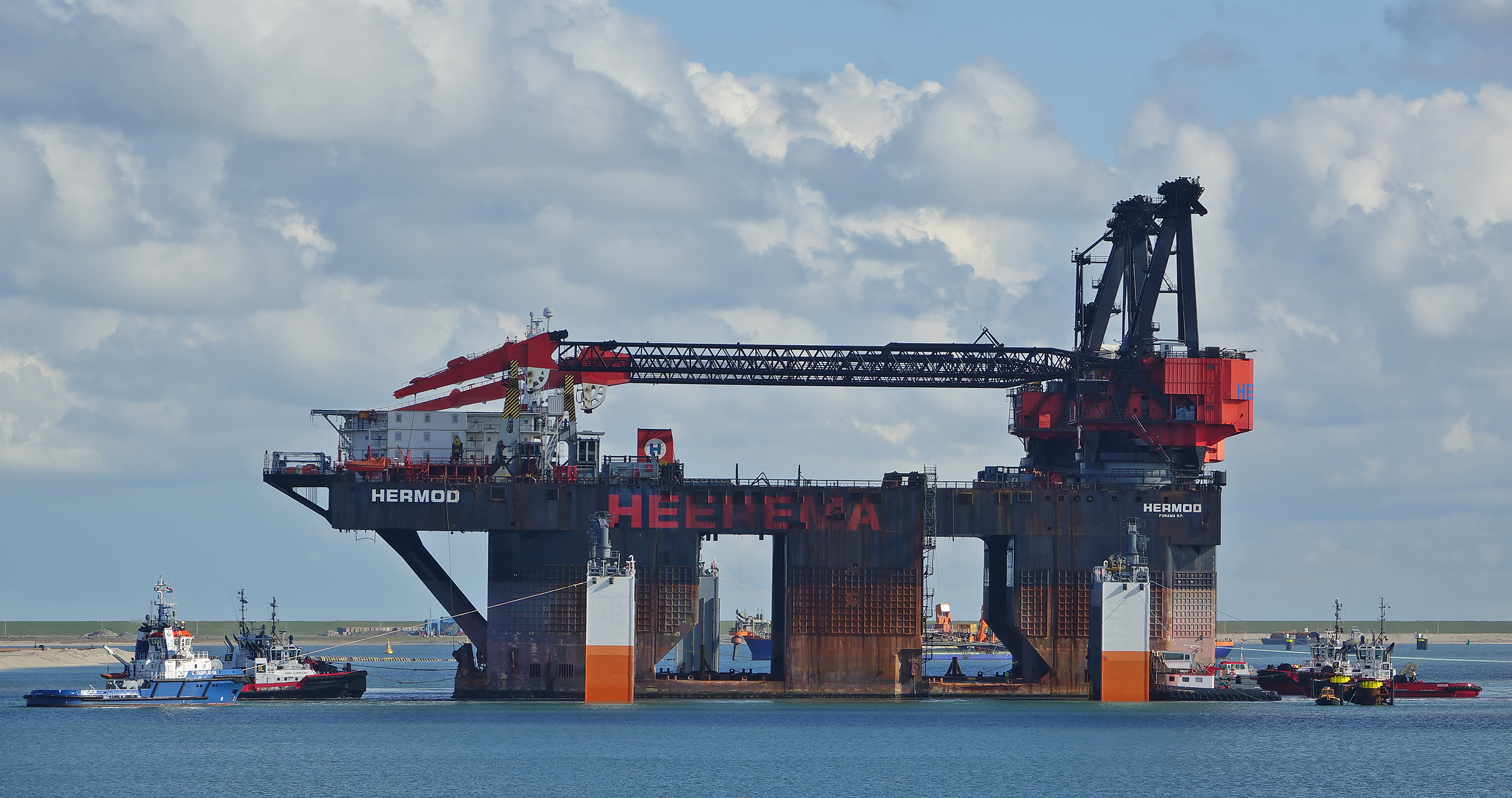
Hermod à Rotterdam

### Articles externes
- SSCV Hermod - Site marinetraffic
- SSCV Hermod - Site Heerema Marine Contractors